# Європейські інженерні змагання BEST
Європейські інженерні змагання BEST (ЕВЕС, European BEST Engineering Competition) — це щорічні інженерні змагання, які проводить міжнародна студентська організація Board of European Students of Technology (BEST). EBEC проходить у 32 країнах і дає студентам можливість випробувати себе у вирішенні теоретичної чи практичної задачі. До змагань запрошуються студенти усіх інженерних спеціальностей, оскільки сформувавши команду з чотирьох учасників вони повинні вирішити міждисциплінарне завдання у категорії Case Study або Team Design. Case Study — вирішення теоретичних, технічних чи управлінських завдань. Team Design — практичне вирішення певного технічного завдання.
ЕВЕС об'єднує студентів, університети, компанії, інституції та неурядові організації. Працюючи в командах, студенти мають змогу повністю застосувати свої міждисциплінарні знання та особисті навички, а також розкрити свій потенціал через вирішення актуальних проблем.
Європейські інженерні змагання BEST це один з сервісів, що надає BEST у сфері додаткової освіти. Під час змагань активні та допитливі студенти можуть застосувати знання, отриманні в університеті, випробувати себе, розширити горизонти та розвинути креативність та комунікативні навички. Це — основні складові ЕВЕС, проте змагання також сприяють розвитку технологічної освіти, а також сприяють співпраці у міжкультурному середовищі.

## Історія змагань
Ідея інженерних змагань прийшла в BEST з партнерської організації Canadian Federation of Engineering Students (CFES) та їхніх Канадських інженерних змагань. Члени BEST відвідали СЕС у 2002 році як гості й у тому ж році ідею організації таких же змагань у BEST обговорили на Генеральній Асамблеї. З цього і почалася історія ЕВЕС. Перші Інженерні змагання (BEST European Engineering Competition (BEEC)) були проведені у Ейндговені у 2003, перший Національний етап відбувся у Португалії у 2006 році, а перший Фінальний етап — у Генті у 2009, учасників до якого обирали з 2300 студентів 51 університету у 18 країнах. Так і з'явилася піраміда Інженерних змагань.

## Структура

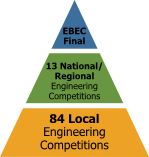
Піраміда EBEC

Змагання проходять у три етапи, таким чином формуючи Піраміду ЕВЕС. ЕВЕС — це одні з найбільших інженерних змагань, організованих студентами у Європі, оскільки у 84 Локальних етапах, 15 Національних/Регіональних та 1 Фіналі щороку беруть участь майже 7000 студентів.

### Локальний етап
Локальні етапи проходять у університетах, при яких існують Локальні BEST групи. Переможець у кожній категорії проходить в наступний етап.

### Національний/Регіональний етап
Національний/Регіональний етап проходить в межах однієї країни або певного багатонаціонального регіону і організовується однією локальною BEST групою у цій країні чи регіоні. Переможці локальних етапів продовжують змагання у своїй категорії за місце у Фіналі. Наразі у межах Інженерних змагань проводиться 15 Національних та Регіональних етапі, у яких беруть участь більше, ніж 700 студентів.
| Національний/Регіональний етап    | Локальні етапи                                                                  |
| --------------------------------- | ------------------------------------------------------------------------------- |
| ЕВЕС Альпе-Адріа                  | Загреб, Грац, Ерланген, Любляна, Марібор                                        |
| ЕВЕС Балкани                      | Белград, Мостар, Ніш, Нові-Сад, Підгірці, Скоп'є                                |
| ЕВЕС Балтика                      | Єкатеринбург, Єкатеринбург УрФУ, Каунас, Москва, Рига, Санкт-Петербург, Таллінн |
| ЕВЕС Бенелюкс                     | Аахен, Брюссель, Брюссель ULB, Гент, Делфт, Лувен-ла-Нев, Льовен, Льєж          |
| ЕВЕС Греція                       | Афіни, Патри, Салоніки, Ханья                                                   |
| ЕВЕС Іспанія                      | Валенсія, Вальядолід, Барселона, Лас-Пальмас, Мадрид, Мадрид Карлос III         |
| ЕВЕС Італія                       | Мессіна, Мілан, Неаполь, Рим, Рим Tor Vergata, Турин                            |
| ЕВЕС Нордик                       | Гетеборг, Гельсінкі, Копенгаген, Стокгольм, Тампере, Тронхеймі, Уппсала         |
| ЕВЕС Польща                       | Варшава, Вроцлав, Гданськ, Гливиці, Краків, Лодзь                               |
| ЕВЕС Португалія                   | Алмада, Авейро, Коїмбра, Лісабон, Порту                                         |
| ЕВЕС Румунія і Республіка Молдова | Брашов, Бухарест, Кишинів, Клуж-Напока, Тімішоара, Ясси                         |
| ЕВЕС Туреччина                    | Ізмір, Стамбул, Стамбул Ілдиз                                                   |
| ЕВЕС Україна                      | Вінниця, Запоріжжя, Львів, Київ                                                 |
| ЕВЕС Франція                      | ENSAM, ENSTA ParisTech, Ліон, Париж Ecole Centrale, Париж Політехнік, Супелек   |
| ЕВЕС Централ                      | Брно, Братислава, Будапешт, Веспрем, Кошице, Прага                              |

### Фінальний етап
Фінальний етап Інженерних змагань BEST, EBEC Final, — це один з найбільших проектів BEST, що проводиться однією локальною групою. Найуспішніші студенти, що представляють більш, ніж 80 найкращих університетів Європи, збираються, щоб 10 днів працювати над різними завданнями у багатокультурному середовищі. Під час змагань учасники мають змогу познайомитися з людьми з різних культур, побачити нове місто та зустрітися з представниками провідних компаній на Ярмарку Кар'єри, що проходить в останній день.

## Категорії
До того, як Інженерні змагання набули кінцевої форми (яку вони і мають сьогодні), будучи поділеними на Case Study та Team Design, до змагань входили різні категорії, серед яких, наприклад, Дебати та Переговори.

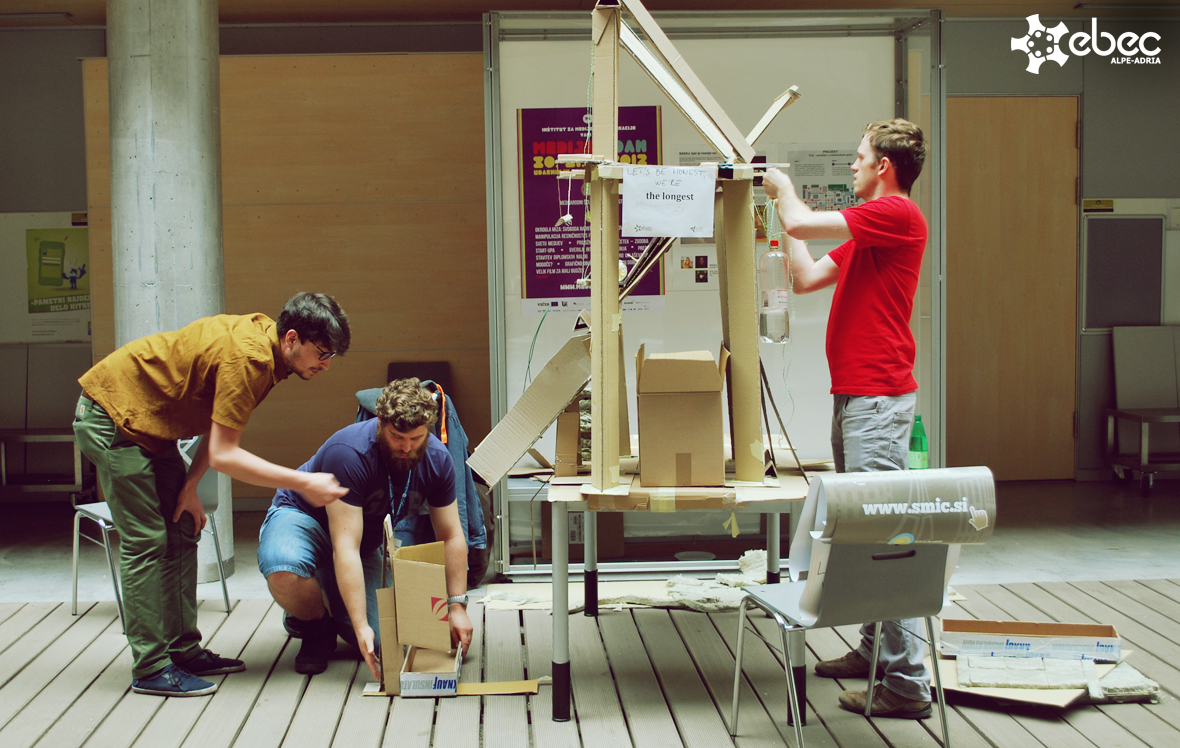
Категорія Team Design

### Case Study

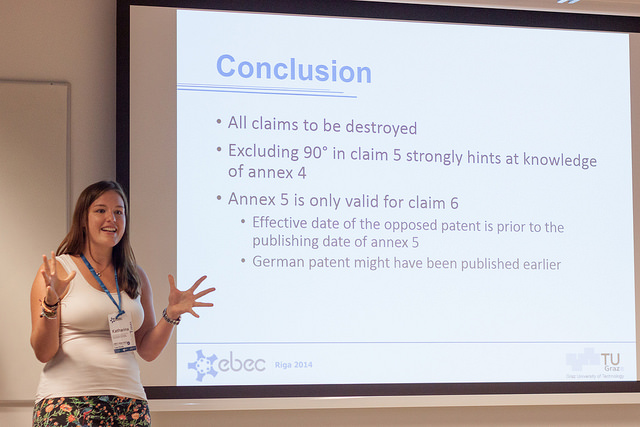
Презентація вирішення проблеми у категорії Case Study

Case Study (CS) — це теоретичне вирішення проблеми, що вимагає аналізу, вивчення, обговорення, випробування і презентації існуючого рішення до економічної, юридичної чи соціальної проблеми. Час вирішення задачі — обмежений, так само як і обмеженні ресурси, що входять до умови — будь то час чи гроші.

### Team Design
Team Design (TD) — це практичне завдання, основане на проекті, що вимагає конструювання, створення та презентації прототипу, що відповідає усім поставленим вимогам щодо побудови та функціонування. Час на виконання завдання — обмежений. Як матеріали учасники використовують обмежену кількість недорогих матеріалів, що їх надають організатори.

## Огляд змагань
До сьогодні було проведено 7 повних змагань EBEC.
| EBEC 2009 | Гент, Бельгія — 1-12 серпня      |
| EBEC 2010 | Клюж, Румунія — 1-11 серпня      |
| EBEC 2011 | Стамбул, Туреччина — 1-11 серпня |
| EBEC 2012 | Загреб, Хорватія — 1-8 серпня    |
| EBEC 2013 | Варшава, Польща — 1-9 серпня     |
| EBEC 2014 | Рига, Латвія — 1-9 серпня        |
| EBEC 2015 | Порто, Португалія — 2-11серпня   |

### EBEC 2009
Уперше Фінальний етап EBEC був організований Локальною BEST групою Гент у серпні 2009 року. Зі 2300 студентів з 51 університету у 18 країнах лише 80 вибороли право брати участь у фіналі. Проект був підтриманий ЮНЕП, що надала практичне завдання для категорії Team Design, а EBEC визнали партнером Європейського року креативності та інновацій.

### EBEC 2010

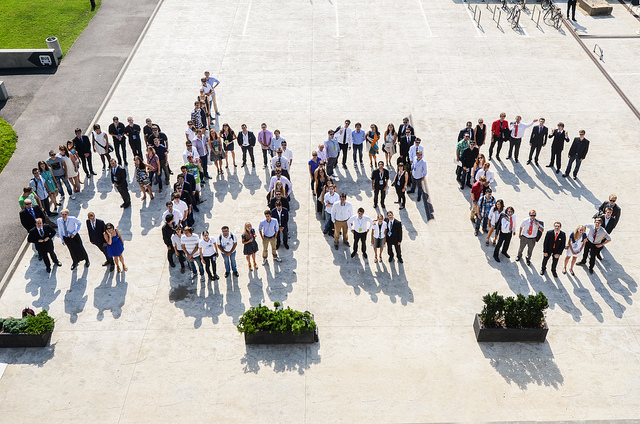
EBEC 2013

ЕВЕС продовжував розвиватися, цього року змагання охоплювали 71 університет Європи. Із 5000 студентів з 31 країни лише 104 учасники були відібрані для того, щоб у Клюжі показати, на що вони здатні.

### EBEC 2011
Понад 5000 студентів із 71 університетів взяли участь в локальному етапі, 104 студентів вибороли шанс побачити Стамбул, а над реалізацією та розвитком проекту працювали більш, ніж 200 членів BEST.

### EBEC 2012
Фінальний етап ЕВЕС 2012 пройшов у Загребі під покровительством президента Хорватії. Захід складався з чотирьох робочих днів, офіційного відкриття та закриття та вільного дня, під час якого учасники мали змогу побачити місто.

### EBEC 2013
Уп'яте Фінальний етап Інженерних змагань пройшов у Варшаві, у ньому були задіяні 83 технічні університети Європи, було проведено 15 Національних/Регіональних раундів та більш як 6500 студентів взяли участь. Захід пройшов за підтримки Варшавської політехніки та таких інституцій як Міністерство науки та вищої освіти та Центру науки «Коперник».

### EBEC 2014
87 локальних етапів, більш як 6000 учасників, 116 фіналістів та більш як 500 організаторів-членів BEST з 32 країн стали частиною підготовки та успішного проведення шостого фінального етапу Змагань у Ризі.

### EBEC 2015

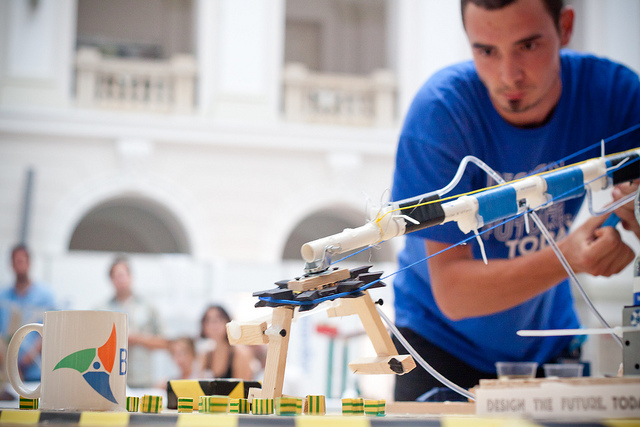
EBEC 2011

У 2015 році Фінальний етап пройшов у Порто, залучивши поки що найбільшу кількість учасників (120) та піднявши планку для наступних змагань.

## Прийом
EBEC — це змагання, що об'єднують тисячі студентів, університетів і компаній по всій Європі. Однак, змагання унікальні не тільки своєю популярністю та технічними досягненнями, але й відомим «ЕВЕСківським духом». Адже на EBEC панує особлива атмосфера командної роботи, безмежної креативності, що неодмінно пов'язана зі знаннями та прагненням постійного вдосконалення й особистісного зростання.
Саме це спонукає студентів брати участь у змаганнях та створювати якісні продукти. Саме тому професори та експерти пропонують свій досвід і знання для прозорості конкуренції між учасниками. Саме завдяки ЕВЕСківському духу компанії підтримують конкурс знов і знов та гарантують постійний потік технологічних задач, які потребують вирішення студентами. І, звичайно ж, дух EBEC мотивує  й членів BEST  безперервно працювати і робити конкурс кращим. Атмосфера EBEC — це те, що об'єднує всіх цих людей разом заради спільної мети, щоб «Створювати майбутнє. Сьогодні».

### Нагороди та номінації
Фінальний етап EBEC 2015 у Порто пройшов до наступного раунду European Charlemagne Youth Prize як найкращий проект Португалії.

### Патронат

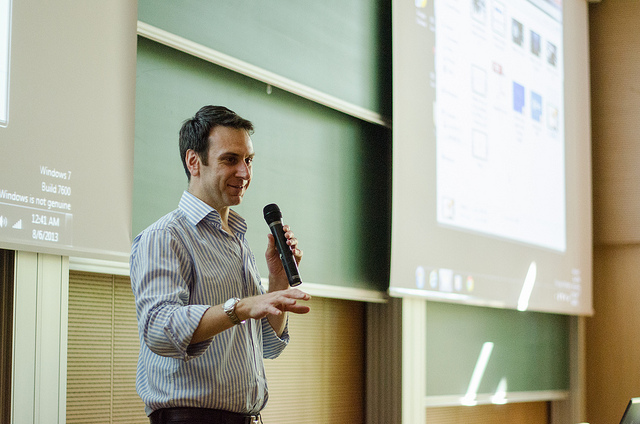

BEST завжди шукає підтримку з боку установ, які готові вкладати в організацію та висловлювати своє бачення, й тим самим впливати на європейських студентів. Наразі EBEC підтримується багатьма установами, такими як ЮНЕСКО, Young in action, European Society for Engineering Education, Інститутом інженерів з електротехніки та електроніки.
Університети, які підтримують EBEC: Університет Аристотеля в Салоніках та Афінський політехнічний університет (Греція), Чеський технічний університет в Празі (Чехія), Грацький технічний університет (Австрія), Сілезький технічний університет у Гливицях (Польща), Університет Порту (Португалія), Технічний університет Йилдиз (Туреччина).

### Акредитація
Слід зазначити, що EBEC дедалі частіше визнається університетами як проект високого рівня й якості, та такий, що сприяє освіті студентів. У свій час Університет Порту став першим університетом, який визнав освітній напрям конкурсу приписавши ECTS кредити з дисциплін учасникам змагань.
- Сайт змагань [Архівовано 8 червня 2019 у Wayback Machine.]
- BEST(Board of European Students of Technology) [Архівовано 28 травня 2013 у Wayback Machine.]
- Local BEST Group Ghent
- Local BEST Group Cluj-Napoca
- Belgian Engineering Competition
- Baltic Regional Engineering Competition
- Central European Engineering Competition [Архівовано 30 січня 2011 у Wayback Machine.]
- French National Engineering Competition [Архівовано 20 липня 2011 у Wayback Machine.]
- Italian National Engineering Competition [Архівовано 13 січня 2011 у Wayback Machine.]
- Portuguese National Engineering Competition [Архівовано 10 вересня 2011 у Wayback Machine.]
- Polish National Engineering Competition [Архівовано 19 березня 2022 у Wayback Machine.]
- Romanian National Engineering Competition
- Spanish National Engineering Competition
- Ukrainian National Engineering Competition
- Balkan Regional Engineering Competition
- Nordic Regional Engineering Competition [Архівовано 14 вересня 2017 у Wayback Machine.]